# بارانک اهلی
بارانک اهلی (نام علمی: Sorbus domestica) نام یک گونه از سرده بارانک است.